# Licensavtal
Licensavtal är överlåtelse av viss nyttjanderätt till uppfinning eller annan immaterialrättighet. Licenstillverkning innebär att en licenstagare får tillstånd att producera licensgivarens produkt, vanligen mot en licensavgift. Detta är till exempel vanligt förekommande inom bilindustrin. Till exempel har Fiat 124 licenstillverkats av bland andra Seat (Seat 124), AvtoVAZ/Lada (Lada 2101), Tofaş (Murat 124) och Premier (Premier 118NE).